# Mogielnica (gromada)
Mogielnica (do 31 XII 1959 Dylew) – dawna gromada, czyli najmniejsza jednostka podziału terytorialnego Polskiej Rzeczypospolitej Ludowej w latach 1954–1972.
Gromady, z gromadzkimi radami narodowymi (GRN) jako organami władzy najniższego stopnia na wsi, funkcjonowały od reformy reorganizującej administrację wiejską przeprowadzonej jesienią 1954 do momentu ich zniesienia z dniem 1 stycznia 1973, tym samym wypierając organizację gminną w latach 1954–1972.
Gromadę Mogielnica siedzibą GRN w mieście Mogielnica (nie wchodzącym w jej skład) utworzono 31 grudnia 1959 w powiecie grójeckim w woj. warszawskim w związku z przeniesieniem siedziby GRN gromady Dylew z Dylewa do Mogielnicy i zmianą nazwy jednostki na gromada Mogielnica.
31 grudnia 1961 do gromady Mogielnica włączono obszar zniesionej gromady Brzostowiec oraz część obszaru wsi Dalboszek pod nazwą Dalboszek-Parcela z gromady Błędów w tymże powiecie.
31 grudnia 1962 z gromady Mogielnica wyłączono wieś Ługowice, włączając ją do gromady Świdno w tymże powiecie.
Gromada przetrwała do końca 1972 roku, czyli do kolejnej reformy gminnej. 1 stycznia 1973 w powiecie grójeckim utworzono gminę Mogielnica.